# Hilversum Media Park vasútállomás
Hilversum Media Park vasútállomás vasútállomás Hollandiában, Hilversum községben,  településen. (2013-ig Hilversum Noord, Hvsn volt az állomás neve.)

## Vasútvonalak
Az állomást az alábbi vasútvonalak érintik:
- Amsterdam–Zutphen-vasútvonal

## Kapcsolódó állomások
A vasútállomáshoz az alábbi állomások vannak a legközelebb:
- Bussum Zuid vasútállomás
- Hilversum vasútállomás